# Griemiaczka (rejon oktiabrski)
Griemiaczka (ros. Гремячка) – wieś (ros. деревня, trb. dieriewnia) w zachodniej Rosji, w sielsowiecie łobazowskim rejonu oktiabrskiego w obwodzie kurskim.

## Geografia
Miejscowość położona jest nad Worobżą (lewy dopływ Sejmu), 2,5 km od centrum administracyjnego sielsowietu (Żurawlino), 10 km na południe od centrum administracyjnego rejonu (Priamicyno), 23 km na południowy zachód od Kurska, 9 km od drogi magistralnej (federalnego znaczenia) M2 «Krym».
We wsi znajduje się 79 posesji.
Klimat
Miejscowość, jak i cały rejon, znajduje się w strefie klimatu kontynentalnego z łagodnym ciepłym latem i równomiernie rozłożonymi opadami rocznymi (Dfb w klasyfikacji klimatów Köppena).

## Demografia
W 2010 r. wieś zamieszkiwały 232 osoby.